# Мондон (Буркина-Фасо)
Мондон — город провинция Комоэ в области Каскады Буркина-Фасо.
Расположен в юго-западной части страны, в 400 км к западу от столицы Уагадугу на высоте 458 метров над уровнем моря. Население — 1276 человек (2005).
Рельеф вокруг города, в основном ровный, на юге холмистый. Наивысшая точка поблизости — гора высотой 522 м над уровнем моря, в 2,2 км к югу от Мондона. Ближайший город — Ородара, расположен в 16,9 км к северо-западу от Мондона.
Окружён саваннами. Среднегодовая температура — 25 °С. Самый теплый месяц — март, когда средняя температура составляет 28 °C, а самый холодный — август, 22 °C. Среднее количество осадков составляет 1172 мм. Самый сухой месяц — февраль, 4 мм осадков.